# Kållands-Åsaka
Kållands-Åsaka är kyrkbyn i Kållands-Åsaka socken och en tidigare småort i Lidköpings kommun i Västergötland. 2015 hade folkmängden i området minskat och småorten upplöstes.
I Kållands-Åsaka ligger Kållands-Åsaka kyrka.